# Lobini H1
O Lobini H1 é um automóvel esportivo brasileiro, que foi fabricado pela Lobini.
O veículo nasceu do sonho dos empresários José Orlando Lobo e Fábio Birolini (a combinação do sobrenome dos dois deu origem à marca Lobini) que investiram US$ 2 milhões em recursos para tornar este carro realidade. Este projeto, nascido em meados de 1999 ainda como protótipo, entrou em produção oficialmente em abril de 2005 e foi baseado em esportivos ingleses como os da Lotus. Em 2006 a Brax Automóveis adquiriu a Lobini e sua fábrica localiza-se em Cotia (SP).
O seu maior triunfo é o baixo peso, de apenas 1.025 quilogramas que faz com que o seu motor 1.8 (derivado do Golf GTI) de 180 cavalos e 23 kgfm de torque o leve a 100 km/h em menos de 6 segundos e atinja 218 km/h de velocidade máxima. Ele tem tração traseira e freios fornecidos pela Teves com discos ventilados de 288 mm na frente e sólidos de 240 mm atrás sem ABS para assegurar a diversão de um verdadeiro esportivo, montadas nos pneus PZero 205/45ZR 17 na frente e 225/45ZR 17 atrás.
O carro custa cerca de R$ 157.000,00, não conta com itens de segurança como freios ABS e Air Bags.